# 邦達馬河谷區 (科特迪瓦)
8°8′N 5°6′W / 8.133°N 5.100°W
邦達馬河谷區（法語：District de la Vallée du Bandama），是科特迪瓦的14個行政區之一，位於該國中北部，成立於2011年，首府設於布瓦凱，面積28,518平方公里，2014年人口1,440,826，人口密度每平方公里51人。下轄二地區七省。